# ريكي سانشيز
ريكي سانشيز (بالإنجليزية: Ricky Sánchez) مواليد 6 يوليو 1987 في بورتوريكو، هو لاعب كرة سلة بورتوريكي بدأ مسيرته الاحترافية في سنة 2005. تم اختياره من قبل فريق بورتلاند ترايل بلايزرز خلال الدرافت يلعب في الدوري المكسيكي لكرة السلة كلاعب وسط ويحمل الرقم 32. يبلغ طوله 6 قدم 11 بوصة (2.1 م). حقق المركز الثاني في بطولة أمم الأمريكتين لكرة السلة 2009.

## الميداليات
| الميدالية | المسابقة                             |
| --------- | ------------------------------------ |
| فضية      | بطولة أمم الأمريكتين لكرة السلة 2009 |
| فضية      | بطولة أمم الأمريكتين لكرة السلة 2013 |
| برونزية   | بطولة أمم الأمريكتين لكرة السلة 2007 |
| برونزية   | دورة الألعاب الأمريكية 2007          |

## روابط خارجية
- ريكي سانشيز على موقع الاتحاد الدولي لكرة السلة (الإنجليزية)
- ريكي سانشيز على موقع سبورتس رفرنس (الإنجليزية)
- ريكي سانشيز على موقع الدوري الإسباني لكرة السلة (الإسبانية)
- ريكي سانشيز على موقع كرة السلة الأوروبية.كوم (الإنجليزية)
- ريكي سانشيز على موقع ريلجم (الإنجليزية)
- ريكي سانشيز على موقع بروبوليرز (الإنجليزية)
- ريكي سانشيز على موقع سبورتس رفرنس (الإنجليزية)
- ريكي سانشيز على موقع سبورتس رفرنس (الإنجليزية)